# Tim Quarterman
Tim Quarterman (Savannah (Geórgia), 27 de fevereiro de 1992) é um basquetebolista profissional americano que atualmente é um agente livre. Ele jogou basquete universitário para a Louisiana State University (LSU).

## Carreira no ensino médio
Um armador de 1,98m, de Savannah, Geórgia, ele cursou seu ensino médio na Sol C. Johnson High School. Em seu último ano, ele teve uma média de 19,5 pontos, 6,2 rebotes, 5,1 assistências e 3,4 roubos de bola por jogo, levando a escola à Classe AAA estadual.

## Carreira na universidade
Quarterman foi para a LSU em 2013. Ele começava os jogos para o Tigers em seu primeiro e segundo anos e teve uma média de 8,4 pontos (39,7% arremessos de quadra, 31,0% arremessos de 3 pontos, 66.0% lances livres), 3,9 rebotes, 3,1 assistências e 1,04 roubos de bola em 98 jogos (três temporadas).
Em seu primeiro ano, Quarterman teve uma média de 11,2 pontos, 4,6 rebotes, 3,6 assistências e 0,97 roubos de bola em 33 jogos, e, na temporada seguinte, ele ingressou no Draft da NBA de 2016.

## Carreira profissional

### Portland Trail Blazers (2016-2017)
Depois de não ser selecionado no Draft da NBA de 2016, Quarterman juntou-se ao Charlotte Hornets para a Summer League da NBA de 2016. Em 25 de julho de 2016, ele assinou com o Portland Trail Blazers. Quarterman fez sua estreia na NBA em 9 de novembro de 2016 na derrota por 111–80 para o Los Angeles Clippers, marcando 4 pontos e 1 rebote em seis minutos, começando no banco. No último jogo da temporada regular do Trail Blazers, em 12 de abril de 2017, Quarterman marcou um recorde em sua carreira, com 10 pontos em 4 de 11 arremessos, na derrota por 103–100 para o New Orleans Pelicans. Durante sua primeira temporada, Quarterman teve várias designações para o Windy City Bulls e para o Long Island Nets da NBA Development League, em acordo com a regra da designação flexível.

### Houston Rockets / China / G-League (2017–2018)
Em 28 de junho de 2017, Quarterman foi negociado com o Houston Rockets em troca de compensações em dinheiro. Em 13 de outubro de 2017, Quarterman foi dispensado.
Em 2 de janeiro de 2018, Quarterman assinou com o Jiangsu Dragons da Chinese Basketball Association. No entanto, ele foi substituído por Jabari Brown, devido à problemas com o visto, e não jogou um único jogo para o Jiangsu. Em 16 de fevereiro, ele foi contratado pelo Agua Caliente Clippers, obtendo uma média de 8,9 pontos em 11 jogos.
On March 30, 2018, Quarterman signed a two-year deal with the Houston Rockets, no entanto, ele foi dispensado em 12 de abril, após jogar três partidas.

## Estatísticas da NBA

### Temporada regular
| Temporada | Equipe                 | PJ | PI | MPJ | AP   | 3P   | LL    | RT  | AS | BR | TO | PPJ |
| --------- | ---------------------- | -- | -- | --- | ---- | ---- | ----- | --- | -- | -- | -- | --- |
| 2016–17   | Portland Trail Blazers | 16 | 0  | 5.0 | .448 | .385 | .000  | .9  | .7 | .1 | .2 | 1.9 |
| 2017–18   | Houston Rockets        | 3  | 0  | 4.3 | .333 | .000 | 1.000 | 1.0 | .3 | .0 | .0 | 1.3 |
| Carreira  | Carreira               | 19 | 0  | 4.9 | .438 | .333 | .400  | .9  | .6 | .1 | .2 | 1.8 |

### Playoffs
| Temporada | Equipe                 | PJ | PI | MPJ | AP   | 3P   | LL   | RT | AS | BR | TO | PPJ |
| --------- | ---------------------- | -- | -- | --- | ---- | ---- | ---- | -- | -- | -- | -- | --- |
| 2017      | Portland Trail Blazers | 2  | 0  | 3.5 | .500 | .500 | .000 | .0 | .5 | .0 | .0 | 1.5 |
| Carreira  | Carreira               | 2  | 0  | 3.5 | .500 | .500 | .000 | .0 | .5 | .0 | .0 | 1.5 |